# Quegli anni selvaggi
Quegli anni selvaggi (These Wilder Years) è un film del 1956 diretto da Roy Rowland.
È un film drammatico statunitense con James Cagney, Barbara Stanwyck e Walter Pidgeon.

## Produzione
Il film, diretto da Roy Rowland su una sceneggiatura di Frank Fenton e un soggetto di Ralph Wheelwright, fu prodotto da Jules Schermer per la Metro-Goldwyn-Mayer e girato dal 6 marzo all'aprile 1956. I titoli di lavorazione furono All Our Yesterdays, Somewhere I'll Find Him e All Our Tomorrows.

## Distribuzione
Il film fu distribuito negli Stati Uniti nell'agosto 1956 dalla Metro-Goldwyn-Mayer.
Altre distribuzioni:
- in Svezia il 7 luglio 1958 (Angeläget ärende)
- in Finlandia il 7 ottobre 1958 (Mies ja hänen menneisyytensä)
- in Germania Ovest l'11 luglio 1990 (in TV) (Das Herz eines Millionärs)
- in Belgio (Passé perdu)
- in Brasile (Passado Perdido)
- in Germania (Das Herz eines Millionärs)
- in Italia (Quegli anni selvaggi)

## Critica
Secondo il Morandini il film è uno "strappalacrime senza interesse".

## Promozione
La tagline del film era: TOGETHER and TERRIFIC!...in a story of unforgettable warmth and impact!.